# Kanton Marseille-Montolivet
Der Kanton Marseille-Montolivet war von 1901 bis 2015 ein französischer Wahlkreis im Arrondissement Marseille, im Département Bouches-du-Rhône und in der Region Provence-Alpes-Côte d’Azur. Die landesweiten Änderungen in der Zusammensetzung der Kantone brachten im März 2015 seine Auflösung.
Er umfasste Teile des 12. Arrondissements von Marseille mit den Stadtteilen:

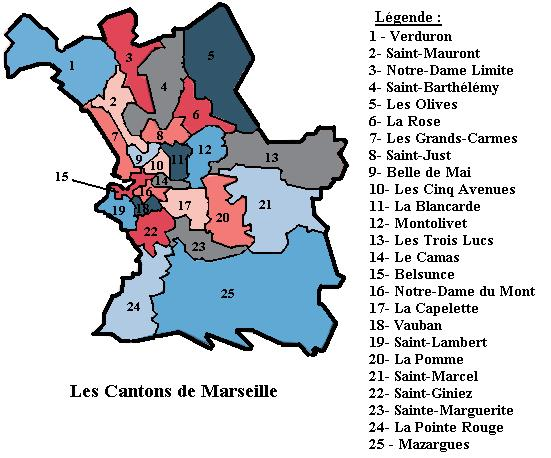
Die Kantonsaufteilung von Marseille bis zum Jahr 2015

- Beaumont
- Bois Luzy
- La Fourragère
- Montolivet
- Petit Bosquet
- Saint-Barnabé
- Saint-Jean-du-Désert
- Saint-Julien